# Otto Brausewetter
Otto Brausewetter, född 1835 och död 1904, var en tysk konstnär.
Brausewetter fick anseende som målare av historiemålningar. I Sverige är han främst känd genom sin tavla av Gustav II Adolf vid Lützen.